# Allorhogas heringeri
Allorhogas heringeri är en stekelart som först beskrevs av Guimaraes 1957.  Allorhogas heringeri ingår i släktet Allorhogas och familjen bracksteklar. Inga underarter finns listade i Catalogue of Life.